# بوب سبيد
بوب سبيد (بالإنجليزية: Bob Spade)‏ هو لاعب كرة قاعدة أمريكي، ولد في 4 يناير 1877 في آكرون في الولايات المتحدة، وتوفي في 7 سبتمبر 1924 في سينسيناتي في الولايات المتحدة.

## وصلات خارجية
- بوب سبيد على موقعبيزبول رفرنس.كوم (الدوري الرئيسي) (الإنجليزية)
- بوب سبيد على موقعبيزبول رفرنس.كوم (الدوري الثانوي) (الإنجليزية)